# Ulrich-Dieter Oppitz
Ulrich-Dieter Oppitz (* 1939 in Eschwege) ist ein deutscher Verwaltungsjurist.

## Leben und Wirken
Oppitz studierte Rechtswissenschaften in Göttingen und Freiburg im Breisgau (1969 2. Staatsexamen). Er war Verwaltungsjurist (1973–1991 in Ulm). Nach der Promotion  zu Strafverfahren und Strafvollstreckung bei NS-Gewaltverbrechen 1976 in Frankfurt am Main war er von 1991 bis 1996 Ministerialrat im Wissenschaftsministerium Sachsen-Anhalt in Magdeburg.
Oppitz entdeckte 2013 das zweite Exemplar der Slowenischen Kirchenordnung (gedruckt Urach 1564) des Reformators Primož Trubar in der Stadtbibliothek Memmingen. Das einzige weitere bekannte Exemplar liegt in der Vatikanischen Apostolischen Bibliothek. Er verfasste zahlreiche Artikel im Biographisch-Bibliographischen Kirchenlexikon (BBKL).
Oppitz ist verheiratet und hat eine Tochter.

## Schriften (Auswahl)
- Petrus Paganus. Poeta laureatus aus Wanfried. Ein Dichter des 16. Jahrhunderts. Wanfried 1974, OCLC 609907980.
- Strafverfahren und Strafvollstreckung bei NS-Gewaltverbrechen. Dargestellt an Hand von 319 rechtskräftigen Urteilen deutscher Gerichte aus der Zeit von 1946–1965. Ulm 1979, OCLC 630491449.
- Beschreibung der Rechtsbücher. Köln 1990, ISBN 3-412-17689-3.
- Beschreibung der Handschriften. Köln 1990, ISBN 3-412-17789-X.
- Bibliographie des Werra-Meißner-Kreises. Eschwege 1991, OCLC 29705720.
- Das Meißner Rechtsbuch. Verlag Traugott Bautz, Nordhausen 2022, ISBN 978-3-95948-571-5.